# Trädgårdsborre
Trädgårdsborre (Phyllopertha horticola) är en skalbaggsart i familjen bladhorningar. Kroppslängden är 8,5 till 11 millimeter. Täckvingarna är rödbruna och mellankroppen och huvudet är glänsande mörkgröna. Längst ut på antennerna finns tre små spröt, med vilka skalbaggen uppfattar doftämnen. Trädgårdsborren svärmar soliga sommardagar och vissa år kan de förekomma i stort antal. Trädgårdsborren har ettårig utveckling, och dess larver lever under jorden och är blekt gula. Förekommer de i gräsmattor kan de göra skada på gräsrötterna. Vuxna skalbaggar kan även äta på andra prydnadsväxter i trädgården, så som sötkörsbär och rosor. Andra träd de kan äta blad från är ek, hassel och björk. 